# 人生哲学
人生哲學，也稱人生觀，是一個哲學術語。「哲學」一詞本身在其領域當中通常至少存在著兩層分別爲正式和非正式的用法。在正式的語境下，哲學指的是對審美、倫理、知識論、邏輯、形上學、社會哲學及政治哲學的學術性研究。在非正式的辭令當中，個人的哲學觀則被稱作「人生哲學」，旨在解決對人類狀態的存在性問題，即生命的意義。人生哲學也指哲學思維中的一個特有概念——「生活型態」，最早在德國生命哲學運動中獲得推廣，其代表性人物是威廉·狄爾泰及包括亨利·柏格森、皮埃尔·阿多在内的幾名歐陸哲學家。

## 參看
- 世界觀
- 價值觀
- 哲學
- 生命哲學